# 黑松驿站
黑松驿站，兰张高速铁路沿线车站，位於甘肅省武威市古浪縣黑松驿镇，该站为铁路行车技术作业站，越行站，不办理客运业务，2024年6月29日起投入服务。